# Montjuïc

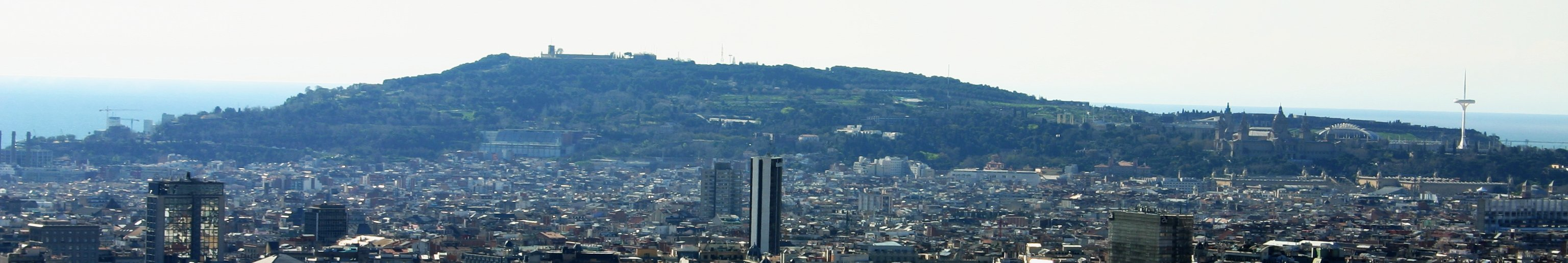
Vista de Montjuic.

Montjuïc é uma colina situada na zona sudoeste da cidade de Barcelona, de onde se domina visualmente o porto e a zona antiga da cidade. Tem uma altitude máxima de 184,8 m. 
Há duas teorias sobre a procedência do nome:
- Monte dos judeus em catalão medieval.
- Uma corruptela do latim Mons Jovicus (Monte de Júpiter).

## Lugares de interesse
- MUHBA (Museu de História de Barcelona) Refúgio 307. Refúgio antiaéreo da guerra civil espanhola situado na base da montanha de Montjuic.
- Museu Nacional de Arte da Catalunha
- Estadi Olímpic Lluís Companys